# Hirotoshi Yokoyama
Hirotoshi Yokoyama (født 9. maj 1975) er en tidligere japansk fodboldspiller.
Han har spillet for flere forskellige klubber i sin karriere, herunder JEF United Ichihara og Yokohama FC.